# Informe Hutchins
El Informe Hutchins es un informe publicado en 1947 sobre la situación del periodismo en Estados Unidos.

## Historia
En el año 1942 el responsable de la revista Time, Henry Luce, consciente de la desviación que había sufrido el periodismo, reflexiona sobre la realización de un estudio y un informe centrado en la situación de los medios de comunicación en ese momento.
Para la elaboración de este trabajo pidió la colaboración del rector de la Universidad de Chicago Robert Hutchins quien, rodeado de expertos en Ciencias Sociales, plasmó sus conclusiones en Una prensa libre y responsable (1947). En este trabajo expone la situación de la prensa en los Estados Unidos y propone soluciones para aquellos puntos criticables. Este estudio, que duró cinco años, hizo que la propia prensa se sorprendiese negativamente y se posicionara en contra del informe.
Uno de los puntos más destacados del informe Hutchins se centraba en la necesaria intervención gubernamental para solucionar los problemas que se enumeraban en el trabajo. Curiosamente, fue este punto el que mayor rechazo suscitó en la prensa norteamericana.
Los defectos fundamentales que se enumeraron en el informe son los siguientes:
1. detectaron el enorme poder de los medios de comunicación, un poder en manos de los dueños de esos medios destinado únicamente a su propio beneficio. Toda opinión contraria a los grandes grupos eran vetados;
2. detectaron que la actividad periodística estaba subyugada a las grandes empresas, sobre todo, a las grandes empresas publicitarias. Esto implicaba que el periodismo se estaba doblegando a favor de las empresas que se publicitaban en los medios;
3. detectaron que los medios de comunicación se habían ido resistiendo al cambio social; no reflejaban la dinámica de cualquier sociedad viva;
4. detectaron que los contenidos se habían decantado por el tratamiento superficial y el amarillismo;
5. detectaron que la actitud de la prensa había puesto en peligro la moral pública;
6. criticaba que la prensa había invadido la intimidad de las personas;
7. defendían el derecho a acceder a los medios de comunicación; el derecho a manifestar la opinión en los medios de comunicación.

Esta actitud impedía, por tanto, la diversificación de ideas y la posibilidad de ejercer una auténtica libertad democrática. El informe proponía a su vez una serie de recomendaciones para solucionar los nuevos males del periodismo:
1. acogerse a la verdad y a la exactitud en los acontecimientos de interés general;
2. los medios de comunicación se debían convertir en un foro de intercambio de críticas y opiniones, es decir, lo que los medios de comunicación debían ser;
3. los medios de comunicación debían representar a toda la variedad de la sociedad norteamericana;
4. delimitar cuáles eran los valores de la sociedad norteamericana: sus metas y sus valores que había que defender;
5. la ciudadanía debe poder acceder a los medios de comunicación y estos deben facilitar la información y no obstaculizarla;
6. la prensa debe servir al sistema político como un instrumento para canalizar información que suscite el debate social sobre asuntos públicos;
7. la prensa debe instruir a la ciudadanía para facilitarle la toma de decisiones en cualquier ámbito con arreglo a la información que se dé;
8. la prensa debe salvaguardar los derechos de la persona y se debe vigilar el abuso de poder en ese sentido;
9. los medios deben instaurarse como un dinamizador de la economía, por ejemplo, a través de la publicidad que ya venía moviendo gran cantidad de capital;
10. los medios debían desarrollar su faceta de entretenimiento;
11. se insta a los medios de comunicación a que sean económicamente independientes para no caer en el control político, ideológico, etc., haciendo uso de la publicidad. Esto no es más que una paradoja porque al final la publicidad termina controlando a los medios.

El informe Hutchins dio lugar a una teoría, a una doctrina: la Teoría de la Responsabilidad Social de la Prensa. Configuración teórica de una primera doctrina donde se reflejaba la enorme influencia de la prensa para dirigir la opinión pública a favor de los dirigentes del medio.
- Datos: Q16985354